# هاری هارت
هاری هارت (آلمانی: Harry Hardt؛ ‏ ۴ اوت ۱۸۹۹ – ۱۴ نوامبر ۱۹۸۰) بازیگر اهل اتریش بود.
از فیلم‌ها یا برنامه‌های تلویزیونی که وی در آن نقش داشته‌است، می‌توان به اگون شیله: زیاده‌روی و مجازات، ماری، والس دانوب، درک و زندگی عجیب و غریب بارون فریدریش فون در ترنک اشاره کرد.